# Jan IX (prawosławny patriarcha Antiochii)
Jan IX – prawosławny patriarcha Antiochii w latach 1155–1159. W związku z tym, że Antiochia pozostawała zajęta przez Krzyżowców przebywał na wygnaniu w Konstantynopolu.